# 豪森奥布费雷纳
豪森奥布费雷纳是德国巴登-符腾堡州的一个市镇。总面积5.88平方公里，总人口775人，其中男性385人，女性390人（2011年12月31日），人口密度132人/平方公里。